# ستيف هارلي
ستيف هارلي (بالإنجليزية: Steve Harley)‏ هو مغن مؤلف بريطاني، ولد في 27 فبراير 1951 في دتفورد في المملكة المتحدة.

## وصلات خارجية
- الموقع الرسمي
- ستيف هارلي على موقع IMDb (الإنجليزية)
- ستيف هارلي على موقع ميوزك برينز (الإنجليزية)
- ستيف هارلي على موقع ميوزك برينز (الإنجليزية)
- ستيف هارلي على موقع إن إن دي بي (الإنجليزية)
- ستيف هارلي على موقع أول ميوزيك (الإنجليزية)
- ستيف هارلي على موقع ديسكوغز (الإنجليزية)
- ستيف هارلي على موقع قاعدة بيانات الفيلم (الإنجليزية)